# Gabriel et Marie-Louise Lanoux
Gabriel Lanoux et son épouse Marie-Louise habitent à Condom mais étaient originaires du Nord de la France. Ils sont tous les deux commerçants. Lors de la Seconde Guerre mondiale ils cachent cinq enfants juifs et les sauvent d'une mort certaine.

## Histoire

### Le couple
Gabriel et Marie-Louise Lanoux rendent visite régulièrement à une trentaine d'enfants au château de Montaleone à Condom dans le Gers. Madame Cavaillon qui dirige ce château accepte cinq enfants juifs.
En 1942, le couple emmène souvent les enfants juifs chez eux le weekend ou bien leur offre des cadeaux pour Noël. Lorsqu'ils apprennent, par une employée, que la directrice va dénoncer les enfants juifs aux Allemands, le couple Lanoux s'adresse au Préfet (opposé au gouvernement de Vichy) et obtient alors la garde des enfants et les cache en lieu sûr. Les jumelles Lanoux voient donc leur famille s'agrandir.

### Des personnes sauvées
Les cinq enfants sauvés par la famille Lanoux sont : Helga Wolf, âgée à l’époque de 9 ans (née en 1933), Léon Berliner, né en 1935 est un rescapé du camp de Rivesaltes, l'OSE l'en libère lorsqu'il a 7 ans, Manfred Bermann, lui aussi âgé de 7 ans, ainsi qu'Hélène Golubezych, également née en 1935 et enfin Fleurette Zobermann, âgée de 9 ans. Quatre d'entre eux vivent aux États-Unis et un autre en Israël.
Manfred Bermann et Léon Berliner sont allés dans la famille de M. et Mme Goetz jusqu'à la fin de la guerre. 
Hélène Golubezych est accueillie par une dame âgée dont l'identité n'est pas précisée, tandis que Fleurette Zobermann est dissimulée par un couple sans enfant.
Seul Helga Wolf et Léon Berliner ont tenu à maintenir après la guerre des liens avec la famille Lanoux. 

## Reconnaissance

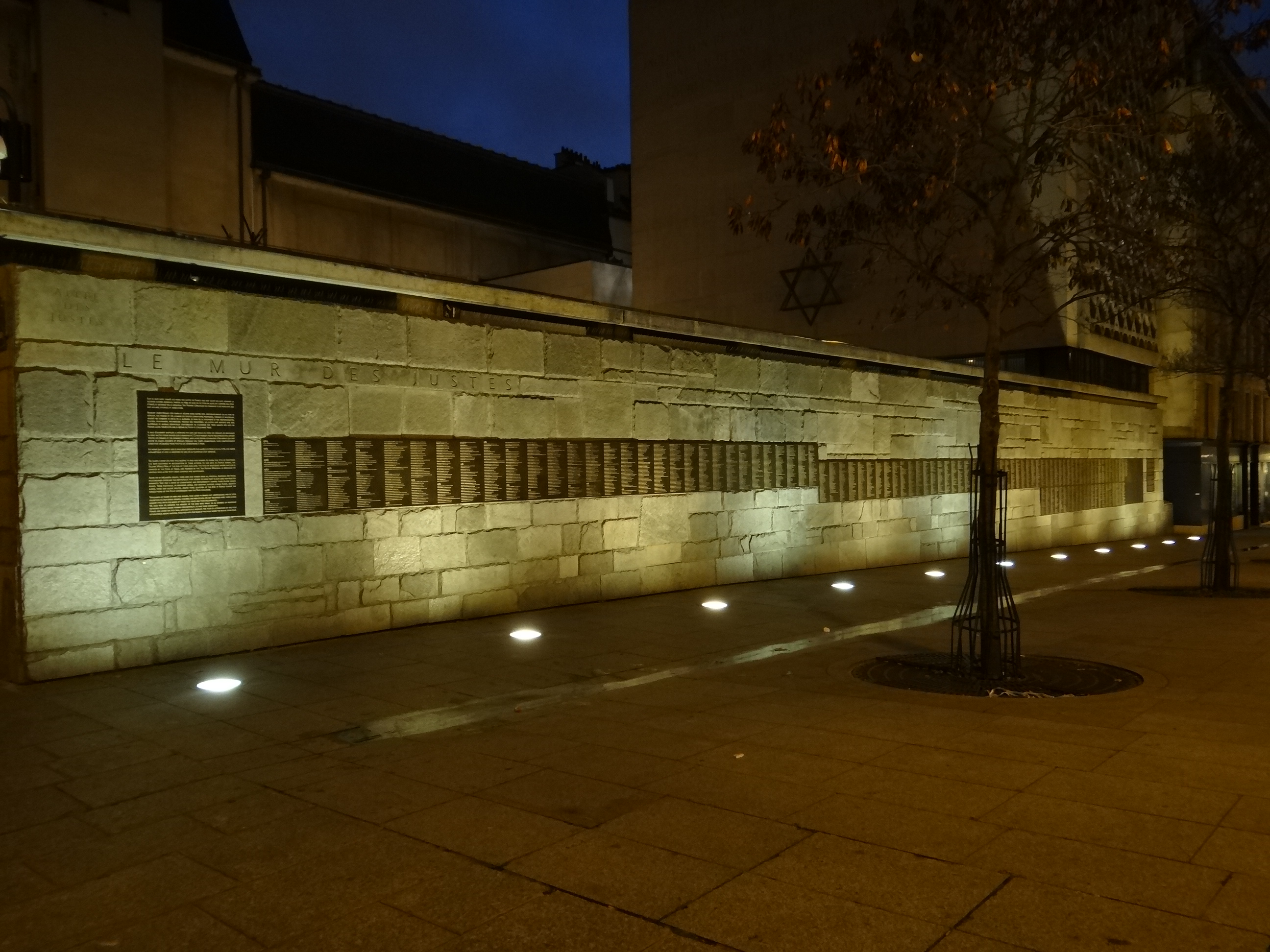
Le nom du couple Lanoux inscrit dans l'Allée des Justes à Paris.

La cérémonie de reconnaissance a eu lieu à la mairie de Blateriase-Générargues dans le Gard, le 16 septembre 2008, la médaille des Justes parmi les Nations a été remise aux ayants droit de Gabriel et Marie-Louise Lanoux qui ont été honorés à titre posthume.
Les médailles et les diplômes ont donc été délivrés à leurs deux filles jumelles Marie-Thérèse et Marie-Louise Lanoux  par le Consul général d'Israël à Marseille par Mme Simone Frankel ainsi que par M. Robert Mizrahi qui est le Président délégué du Comité Français Yad Vashem pour le sud de la France.  
Les deux témoignages d'Helga Wolf et Léon Berliner ont permis la reconnaissance comme Justes parmi les Nations, à titre posthume de Gabriel et de Marie-Louise Lanoux.